# Comuna Kuzkî, Konotop
Kuzkî (în ucraineană Кузьки) este o comună în raionul Konotop, regiunea Sumî, Ucraina, formată din satele Hutî, Joldakî, Kuzkî (reședința), Novoselivka și Rakî.

## Demografie
Componența lingvistică a comunei Kuzkî
     Ucraineană (96,98%)
     Rusă (2,38%)
     Alte limbi (0,32%)
Conform recensământului din 2001, majoritatea populației comunei Kuzkî era vorbitoare de ucraineană (96,98%), existând în minoritate și vorbitori de rusă (2,38%).